# Paris Université Club
Il Paris Université Club, noto anche come PUC, è una società polisportiva francese con sede a Parigi.
La società è stata fondata nel 1906.
La polisportiva è attiva in oltre trenta discipline sportive, tra cui:
- baseball
- pallacanestro
- pallamano
- pallavolo femminile
- rugby